# 1050
| 1050               |
| ------------------ |
| Dødsfald - Fødsler |
|                    |

| Gregoriansk kalender | 1050 ML                 |
| Ab urbe condita      | 1803                    |
| Armensk kalender     | 499 ԹՎ ՆՂԹ              |
| Kinesiske kalender   | 3746 – 3747 己丑 – 庚寅 |
| Etiopisk kalender    | 1042 – 1043             |
| Jødisk kalender      | 4810 – 4811             |
| Hindukalendere       |                         |
| - Vikram Samvat      | 1105 – 1106             |
| - Shaka Samvat       | 972 – 973               |
| - Kali Yuga          | 4151 – 4152             |
| Iransk kalender      | 428 – 429               |
| Islamisk kalender    | 441 – 442               |

Konge i Danmark: Svend 2. Estridsen 1047-1074
Se også 1050 (tal)

## Begivenheder
- Hedeby raseres af Harald Hårderåde fra Norge under konflikten med Danmark.
- Kong (Anund Jakob) af Sverige efterfølges af (Emund den Gamle). Se Sveriges regenter.
- Lund får sin første biskop.
- Guido d'Arrezzo menes at have opfundet et nodesystem lignende vores.

## Født
- Roscelinus - den første skolastiker